# À belles dents
Pour plus de détails, voir Fiche technique et Distribution.
À belles dents est un film franco-allemand réalisé par Pierre Gaspard-Huit, sorti en 1966.

## Synopsis
À la mort de ses parents, Eva Ritter trouve un emploi au pair chez des bourgeois à Paris. Sur un coup de tête, elle épouse un milliardaire malgré l'amour qu'elle porte à un jeune architecte. Elle divorce peu après et épouse un autre milliardaire qui meurt, la laissant à la tête d'une immense fortune qu'elle décide de gérer seule.

## Fiche technique
- Titre : À belles dents
- Réalisation : Pierre Gaspard-Huit
- Scénario : Will Berthold
- Dialogue : Jean-Loup Dabadie et Pierre Gaspard-Huit
- Décors : Willy Schatz
- Costumes : Tanine Autré, Jacques Fonteray
- Photographie : Werner M. Lenz
- Montage : Louisette Hautecoeur
- Musique : Jacques Loussier
- Directeur de la production : Ulrich Picard
- Pays de production :  France |  Allemagne de l'Ouest
- Format : Couleur
- Genre : Film dramatique
- Durée : 105 minutes (1 h 45)
- Date de sortie : 
  - France  :  6 juillet 1966
- Affiche : Jouineau Bourduge (France)

## Distribution
- Mireille Darc : Eva Ritter
- Jacques Charrier : Jean-Loup Costa
- Daniel Gélin : Bernard
- Peter van Eyck : Peter von Kessner
- Paul Hubschmid : Francesco Jimenez
- Tilda Thamar : Stella
- Maurice Garrel
- Robert Le Béal
- Ellen Bahl
- Erika Remberg
- Helga Lehner
- Henry Djanik
- Christian Lude (non crédité)
- Ilse Steppat (non créditée)
- Reinhold Timm (non crédité)